# Nakasendō

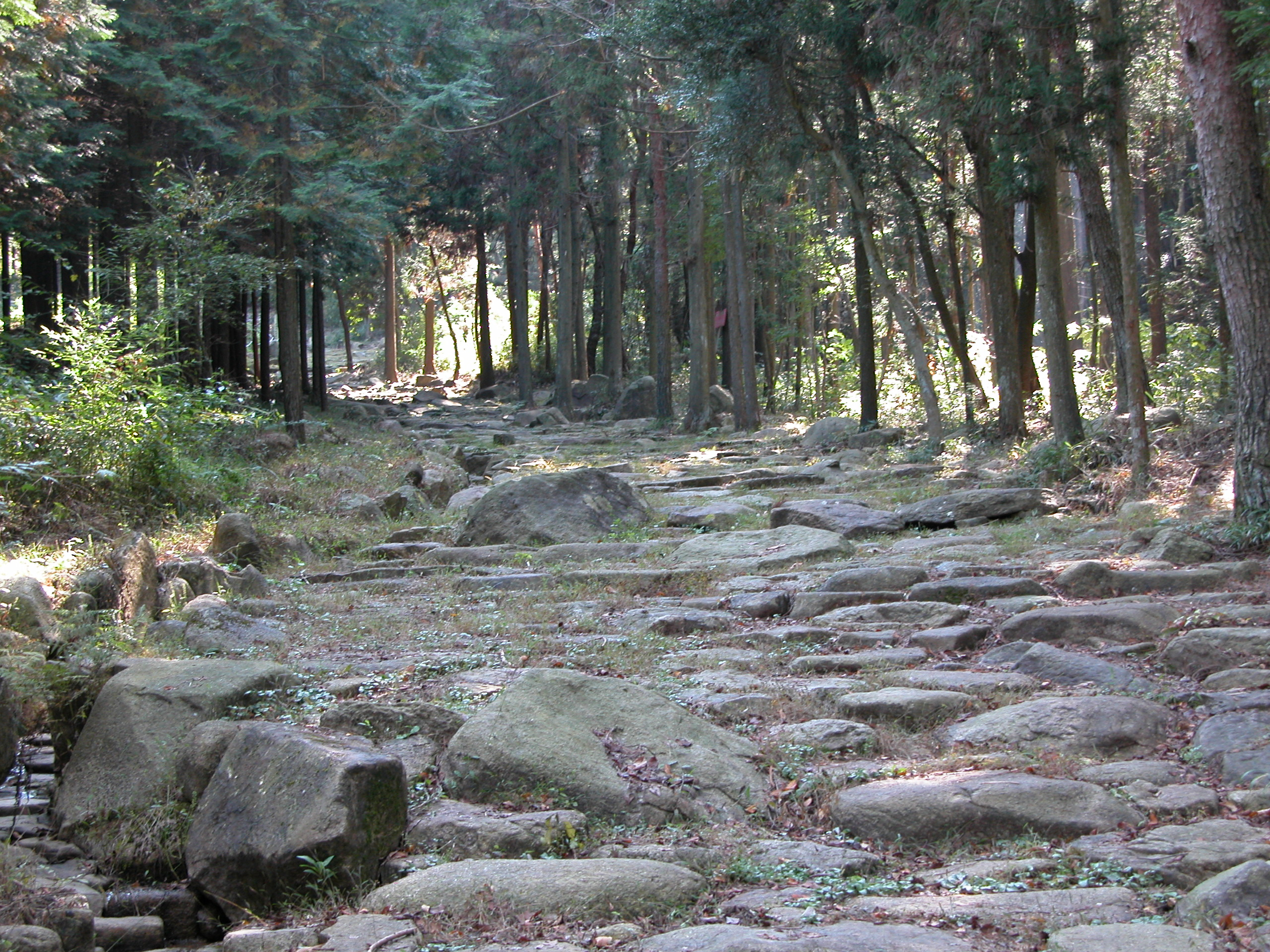
Ishidatami (pavimento de pedra) original de Nakasendō.

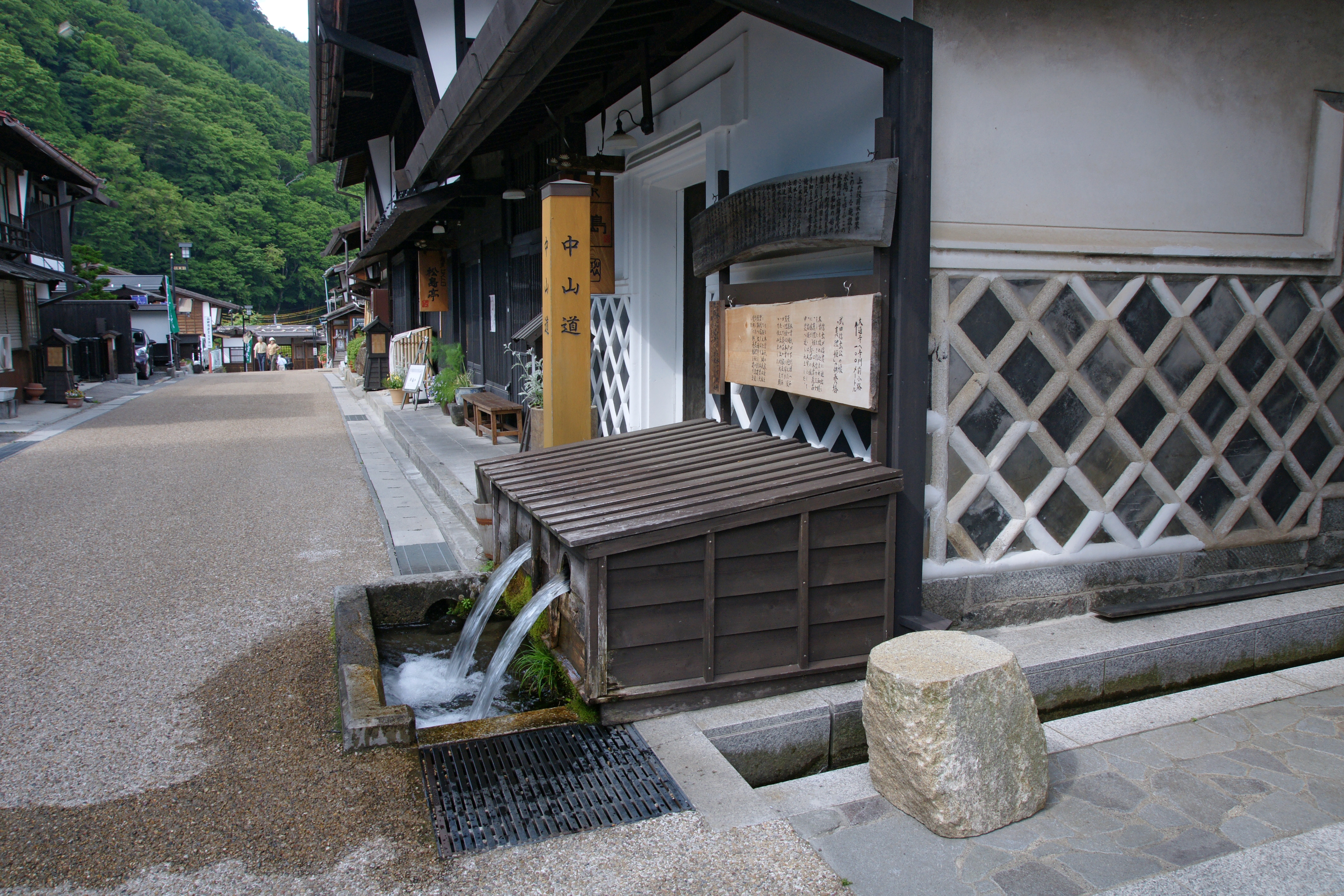
Fukushima-juku (福島宿), a trigésima sétima estação das sessenta e nove estações de Nakasendō.

A Nakasendō (中山道), também conhecida por Kisokaidō (木曾街道), foi uma das cinco rotas do período Edo, e uma das duas que conectavam Edo (atual Tokyo) com Kyoto no Japão. Nela havia 69 estações entre Edo e Kyoto, atravessando as províncias de Musashi, Kōzuke, Shinano, Mino e Ōmi.  Para além de Tóquio e Kyoto, a Nakasendō atravessa as prefeituras modernas de Saitama, Gunma, Nagano, Gifu e Shiga e possui um comprimento total de aproximadamente 534 km.
Ao contrário da estrada litorânea Tōkaidō, a Nakasendō dirige-se para o interior, daí o seu nome, que pode ser traduzido como "rota no centro da montanha" (ao contrário de Tōkaidō, que pode ser traduzido como "rota do mar oriental"). Por ser uma estrada bem-construída para a época, muitas eram as pessoas de alto renome que por ela viajavam, incluindo o mestre poeta Matsuo Bashō. Muitos pedestres, incluindo mulheres, preferiam utilizar a estrada de forma a evitar a travessia de rios.